# Andrew Marcus
Andrew Marcus (* 1960 in Boston, Massachusetts) ist ein US-amerikanischer Filmeditor.

## Leben
Aus Boston stammend, besuchte Andrew Marcus die Bryanston School, eine im englischen Dorset gelegene Internatsschule. Unmittelbar nach seinem Abschluss in Englisch und Philosophie an der University of Virginia war er anderthalb Jahre als Redenschreiber für den Kongressabgeordneten Eugene A. Chappie in Washington, D.C. tätig. Von der Politik desillusioniert, siedelte er dann nach New York City über, wo er bei Umbauarbeiten in einem Loft, in dem Dokumentarfilme aufbereitet wurden, erstmals mit dem Filmschnitt in Kontakt kam. Innerhalb eines Jahres realisierte er Dokumentarfilme über die Beatles, die Plattenfirma Motown und die Geschichte der frühen Rockmusik.
Im Jahr 1986 fand er eine Anstellung bei der Filmfirma Merchant Ivory Productions, bei der er zunächst als Schnittassistent von James Ivorys Maurice (1987) zum Einsatz kam. Ivory überließ ihm daraufhin neben Humphrey Dixon den Schnitt seines Filmdramas Mr. & Mrs. Bridge, in dem Paul Newman und Joanne Woodward die Hauptrollen spielten. Bei Simon Callows Regiedebüt Die Ballade vom traurigen Café (1991) war Marcus erstmals allein für den Schnitt eines Spielfilms verantwortlich. Im Jahr 1992 begann mit dem für den Oscar nominierten Kurzfilm Swan Song seine vielfache Zusammenarbeit mit Schauspieler und Regisseur Kenneth Branagh. Zunächst jedoch arbeitete Marcus erneut für James Ivory. Für dessen Literaturverfilmung Wiedersehen in Howards End erhielt er 1993 eine Nominierung für den BAFTA Award in der Kategorie Bester Schnitt. Es folgten Branaghs dritter Langfilm Peter’s Friends (1992) sowie dessen Shakespeare-Adaption Viel Lärm um nichts (1993). James Ivory kam 1993 erneut auf Marcus als Editor zurück, als er mit Was vom Tage übrig blieb eine weitere Literaturverfilmung inszenierte, in der wie bereits in Wiedersehen in Howards End Anthony Hopkins und Emma Thompson in den Hauptrollen zu sehen waren. Auch bei Ivorys Filmbiografien Jefferson in Paris (1995) und Mein Mann Picasso (1996) war Marcus für den Schnitt zuständig.
Seit den 2000er Jahren ist Andrew Marcus hauptsächlich an Independentfilmen wie American Psycho (2000) und Ein Zuhause am Ende der Welt (2004) als Filmeditor beteiligt. Zudem arbeitete er an zahlreichen Musikvideos.

## Filmografie (Auswahl)
- 1990: Mr. & Mrs. Bridge
- 1991: Die Ballade vom traurigen Café (The Ballad of the Sad Café)
- 1992: Swan Song (Kurzfilm)
- 1992: Wiedersehen in Howards End (Howards End)
- 1992: Peter’s Friends
- 1993: Viel Lärm um nichts (Much Ado About Nothing)
- 1993: Was vom Tage übrig blieb (The Remains of the Day)
- 1994: Mary Shelley’s Frankenstein (Frankenstein)
- 1995: Jefferson in Paris
- 1996: Mein Mann Picasso (Surviving Picasso)
- 1998: Zeit der Grausamkeit (Woundings)
- 2000: American Psycho
- 2001: Hedwig and the Angry Inch
- 2002: Die göttlichen Geheimnisse der Ya-Ya-Schwestern (Divine Secrets of the Ya-Ya Sisterhood)
- 2003: Unter der Sonne der Toskana (Under the Tuscan Sun)
- 2004: Ein Zuhause am Ende der Welt (A Home at the End of the World)
- 2005: Alles ist erleuchtet (Everything Is Illuminated)
- 2006: Flicka – Freiheit. Freundschaft. Abenteuer. (Flicka)
- 2008: Step Up to the Streets
- 2009: Tenderness – Auf der Spur des Killers (Tenderness)
- 2010: When in Rome – Fünf Männer sind vier zuviel (When in Rome)
- 2010: Step Up 3D
- 2011: Die Sehnsucht der Falter (The Moth Diaries)
- 2013: The Red (Kurzfilm)
- 2013: Can a Song Save Your Life? (Begin Again)
- 2014: Ruth & Alex – Verliebt in New York (5 Flights Up)
- 2015: American Ultra
- 2016: Sing Street
- 2016: Empörung (Indignation)
- 2016: Verborgene Schönheit (Collateral Beauty)
- 2019: Isn’t It Romantic
- 2022: Jerry und Marge – Die Lottoprofis (Jerry & Marge Go Large)

## Auszeichnungen
- 1993: Nominierung für den BAFTA Award in der Kategorie Bester Schnitt für Wiedersehen in Howards End